# 三連冠
三連冠，是日本純種競賽馬匹。生涯活躍於一哩賽事，曾於2005年勝出一哩冠軍賽及香港一哩錦標。

## 出賽前
2001年4月26日出生於北海道追分町（今安平町）追分牧場，成長途中於一口馬主俱樂部Carrot Farm Co. Ltd.進行馬主募集。
其後交由美浦訓練中心練馬師清水美波訓練。

## 競賽生涯

### 3歲
2004年5月8日出戰東京競馬場3歲新馬戰，比賽途中保持於先頭位置下於直路衝出，最終拉開後方2馬位取得首次勝利。
其後出戰條件戰牡丹賞，進入直路後由後方外檔位置加速強襲，最終成功超越前方賽駒取得連勝。
7月4日出戰三級賽短波電台賞，但於始終未能於後方加速下沉沒於馬群之中，最終以第九大敗。
夏季進入放草並被轉移至栗東訓練中心的角居勝彥馬房，10月復出出戰成田拜仁紀念取得冠軍後，再於11月的清水錦標取得勝利，成功晉級公開組。

### 4歲
2005年年初，以京都金盃作爲年度首戰，比賽途中保持於中團靠後位置穩定追走，進入直路後隨即以凌厲的勢頭不斷加速，最終以頸位優優勢壓贏一同衝出的天鵝星取得首個分級賽冠軍。
1月30日出戰東京新聞盃，於比賽途中再次展現絕佳的末腳速度衝出，最終以3/4馬位優勢取得冠軍，達成分級賽連勝。
然而其後突然失準未能保持表現，先於讀賣盃及安田紀念以第九及第十五大敗，入秋後出戰每日王冠及秋季天皇賞亦僅跑獲第九及第七。
11月20日出戰一哩冠軍賽，縱然於此前的賽事歷經大敗，但其仍然因爲於一哩賽的實績而僅次於多旺達及萊茵力量取得第三人氣。比賽開始後，其無視天鵝騎士於前方的領放，保持自身節奏於後方約莫第十二的位置等待時機，並於比賽途中維持均速推進。進入直路後，其於先行馬匹逐漸力弱的情況下開始進擊，最終轟出後600米33.3秒的優秀末腳下於最後關頭率先透出，以鼻位優秀險勝第二的大和主將取得首個一級賽冠軍。
其後陣營安排其遠征香港出戰香港一哩錦標，面對一众國際的一哩好手，其仍然可以以後上戰術搭配外檔的衝刺一舉衝出取得領先，最終以凌厲的姿態取得冠軍。
年末，由於其於年內勝出四項分級賽，而且當中有兩項為國際一級賽，因而以246票当选为最佳短途马。另外，由於其名字出自同名的足球術語「連中三元」，因而於投票中，被誤認為Soccer Boy之子嗣，而於最佳父內國產馬評選中獲得2票無效票。

### 5歲
進入2006年，其繼續於一哩賽事及中距離賽事中打拼，然本年度出戰衆多賽事均未能掄元甚至入板，最佳戰績爲於寶塚紀念中獲得第七。

### 6歲
2007年於年初休養後在4月出戰讀賣盃，採用後上戰術下於直路不斷加速衝刺，最終跑獲一席第六。
其後原定出戰安田紀念，但由於陣營受到美國方面的邀請希望將三連冠納爲配種馬，因而陣營最終安排其退役。

### 詳細賽績
| 日期       | 舉辦國家/地區 | 馬場 | 距離   | 級別 | 賽事名稱     | 負重 | 騎師     | 馬號 | 出馬 | 名次 | 時間   | 頭馬（二馬）       |
| ---------- | ------------- | ---- | ------ | ---- | ------------ | ---- | -------- | ---- | ---- | ---- | ------ | ------------------ |
| 8/5/2004   | 日本          | 東京 | 草1600 |      | 3歲未勝利    | 56   | 柴田善臣 | 9    | 13   | 1    | 1:36.9 | （Dark Field）     |
| 29/5/2004  | 日本          | 東京 | 草1600 |      | 牡丹賞       | 56   | 柴田善臣 | 14   | 14   | 1    | 1:34.0 | （勵進駒）         |
| 4/7/2004   | 日本          | 福島 | 草1800 | GIII | 短波電台賞   | 55   | 柴田善臣 | 5    | 15   | 9    | 1:47.9 | Keiai Guard        |
| 24/10/2004 | 日本          | 京都 | 草1800 |      | 成田拜仁紀念 | 55   | 武豐     | 15   | 15   | 1    | 1:47.0 | （Emerald Isle）   |
| 13/11/2004 | 日本          | 京都 | 草1600 |      | 清水錦標     | 55   | 武豐     | 7    | 10   | 1    | 1:33.5 | （Cinderella Boy） |
| 5/1/2005   | 日本          | 京都 | 草1600 | GIII | 京都金盃     | 54   | 武豐     | 2    | 16   | 1    | 1:34.0 | （天鵝星）         |
| 30/1/2005  | 日本          | 東京 | 草1600 | GIII | 東京新聞盃   | 56   | 武豐     | 13   | 13   | 1    | 1:33.7 | （Kinetics）       |
| 15/4/2005  | 日本          | 阪神 | 草1600 | GII  | 讀賣盃       | 57   | 武豐     | 15   | 16   | 9    | 1:34.3 | 天鵝騎士           |
| 5/6/2005   | 日本          | 東京 | 草1600 | GI   | 安田紀念     | 58   | 四位洋文 | 18   | 18   | 15   | 1:33.3 | 淺草田園           |
| 9/10/2005  | 日本          | 東京 | 草1800 | GII  | 每日王冠     | 57   | 蛯名正義 | 10   | 17   | 9    | 1:47.3 | 旭日飛駒           |
| 30/10/2005 | 日本          | 東京 | 草2000 | GI   | 秋季天皇賞   | 58   | 柏兆雷   | 4    | 18   | 7    | 2:00.5 | 美妙浪漫           |
| 20/11/2005 | 日本          | 京都 | 草1600 | GI   | 一哩冠軍賽   | 57   | 柏兆雷   | 5    | 17   | 1    | 1:32.1 | （大和主將）       |
| 11/12/2005 | 香港          | 沙田 | 草1600 | GI   | 香港一哩錦標 | 57   | 柏兆雷   | 4    | 13   | 1    | 1:34.8 | （星運爵士）       |
| 26/2/2006  | 日本          | 中山 | 草1800 | GII  | 中山紀念     | 59   | 柏兆雷   | 5    | 12   | 11   | 1:50.8 | 各有千秋           |
| 25/3/2006  | 阿聯酋        | 詩柏 | 草1777 | GI   | 杜拜免稅店盃 | 57   | 柏兆雷   | 5    | 15   | 12   | 1:51.9 | 小大衛             |
| 4/6/2006   | 日本          | 東京 | 草1600 | GI   | 安田紀念     | 58   | 岩田康誠 | 6    | 18   | 13   | 1:34.0 | 牛精福星           |
| 25/6/2006  | 日本          | 京都 | 草2200 | GI   | 寶塚紀念     | 58   | 岩田康誠 | 5    | 13   | 7    | 2:14.6 | 大震撼             |
| 8/10/2006  | 日本          | 東京 | 草1800 | GII  | 每日王冠     | 59   | 岩田康誠 | 11   | 16   | 12   | 1:46.3 | 大和主將           |
| 29/10/2006 | 日本          | 東京 | 草2000 | GI   | 秋季天皇賞   | 58   | 岩田康誠 | 12   | 16   | 8    | 1:59.8 | 大和主將           |
| 19/11/2006 | 日本          | 京都 | 草1600 | GI   | 一哩冠軍賽   | 57   | 岩田康誠 | 8    | 18   | 8    | 1:33.5 | 大和主將           |
| 14/4/2007  | 日本          | 阪神 | 草1600 | GII  | 讀賣盃       | 58   | 四位洋文 | 3    | 15   | 6    | 1:33.1 | 金剛力王           |

## 退役後
退役後，三連冠成爲了配種馬，於美國肯塔基州勒星頓近郊的Walmac牧場休養，在2008年進行配種，配種費爲1萬5000美金，亦會於美國配種其結束後前往澳洲穿梭配種，首批子嗣於2009年出生，可於2011年出賽。7月31日，定必勝在卡堡錦標取勝，成爲首匹勝出分級賽事的子嗣。8月21日，定必勝於莫尼大賽取勝，成爲首匹勝出一級賽的三連冠子嗣。
2009年3月被轉移至阿根廷進行穿梭配種，於2010年返回美國。
2012年其所有權被轉移至同州的Gainesway牧場，繼續於此處進行配種。
2017年6月，牠被安排至巴西穿梭配種，休養牧場為巴拉那州南蒂茹卡斯Springfield牧場及Santa Rita Da Serra牧場。
2020年8月3日，其於巴西當地配種後突然死亡，享年19歲。

### 主要子嗣

#### 一級賽優勝子嗣
粗體字為一級賽
2009年生
- 定必勝（ 卡堡錦標、 莫尼大賽、 法國準則大賽）
- King David（ 牙買加讓賽）

2010年生
- Giant Killing（ 達多羅查國際大賽）
- Zapata（ 阿根廷二千堅尼、 巴西聯邦共和國經典錦標）

2013年生
- Hat Puntano（ 阿根廷準則大賽、 阿根廷二千堅尼）

2016年生
- Win Win Win（ 領先錦標）

2018年生
- Macadamia（ Margarida Polak Lara大賽、 Henrique Possolo大賽、 敢勵讓賽）

2019年生
- Raptor's（ 巴西打吡、 巴西大賽）

#### 分級賽優勝子嗣
2009年生
- Bright Thought（ 聖路士維錦標、 約翰亨利草地冠軍錦標）

2010年生
- Three Hearts（ 紅地氈讓賽）
- Try Twice（ 兩次銀盃）

2013年生
- Dressed in Hermes（ 迪密爾錦標）
- Tricky Escape（ 紫羅蘭錦標）
- Hat Ninja（ 布宜諾斯艾利斯大賽）

##### 在香港服役的子嗣
三連冠在香港服役的子嗣只有兩匹：夏佳理夫婦名下的「紅運發財」、余潤興名下的「嘉寶神駒」。

## 血統簡介
父系週日寧靜是美國三冠賽雙冠馬，退役後在日本配種，在日本馬壇相當成功，贏得多項分級賽事，其子嗣贏得巨額獎金，連續12年成為日本冠軍種馬。祖父Halo爲美國賽駒，曾贏得一級賽冠軍，爲美國冠軍種馬。
母系Tricky Code爲美國賽駒，生涯戰績不俗，曾勝出二級賽聖伊內斯錦標，亦於一級賽橡樹葉錦標中跑獲季軍。外祖父Lost Code爲美國賽駒，生涯戰績優秀，曾勝出一級賽奧克朗讓賽及雅靈頓經典錦標。

### 血統表
| 父線：週日寧靜系（Halo系）          |                             |                 |                  |
| 種馬 週日寧靜 1986年（棕色）        | Halo 1969年（棕色）         | Hail to Reason  | Turn-to          |
| 種馬 週日寧靜 1986年（棕色）        | Halo 1969年（棕色）         | Hail to Reason  | Nothirdchance    |
| 種馬 週日寧靜 1986年（棕色）        | Halo 1969年（棕色）         | Cosmah          | Cosmic Bomb      |
| 種馬 週日寧靜 1986年（棕色）        | Halo 1969年（棕色）         | Cosmah          | Almahmoud        |
| 種馬 週日寧靜 1986年（棕色）        | Wishing Well 1975年（棗色） | Understanding   | Promised Land    |
| 種馬 週日寧靜 1986年（棕色）        | Wishing Well 1975年（棗色） | Understanding   | Pretty Ways      |
| 種馬 週日寧靜 1986年（棕色）        | Wishing Well 1975年（棗色） | Mountain Flower | Montparnasse     |
| 種馬 週日寧靜 1986年（棕色）        | Wishing Well 1975年（棗色） | Mountain Flower | Edelweiss        |
| 繁殖雌馬 Tricky Code 1991年（棕色） | Lost Code 1984年（深棗色）  | Codex           | Arts and Letters |
| 繁殖雌馬 Tricky Code 1991年（棕色） | Lost Code 1984年（深棗色）  | Codex           | Roundup Rose     |
| 繁殖雌馬 Tricky Code 1991年（棕色） | Lost Code 1984年（深棗色）  | Loss or Gain    | Ack Ack          |
| 繁殖雌馬 Tricky Code 1991年（棕色） | Lost Code 1984年（深棗色）  | Loss or Gain    | Gain or Loss     |
| 繁殖雌馬 Tricky Code 1991年（棕色） | Dam Clever 1985年（深棗色） | Damascus        | 劍舞者           |
| 繁殖雌馬 Tricky Code 1991年（棕色） | Dam Clever 1985年（深棗色） | Damascus        | Kerala           |
| 繁殖雌馬 Tricky Code 1991年（棕色） | Dam Clever 1985年（深棗色） | Clever Bird     | Swoons Son       |
| 繁殖雌馬 Tricky Code 1991年（棕色） | Dam Clever 1985年（深棗色） | Clever Bird     | Sally Catbird    |
| 雌系：Friar's Carse（號族：1-o）    |                             |                 |                  |
| 五代內近親交配：無                  |                             |                 |                  |

## 命名由來
名字Hat Trick（ハットトリック）即是足球中的同名術語帽子戲法，香港則取「連中三元」的意義，翻譯為「三連冠」。

## 外部連結
- 三連冠 netkeiba.com （页面存档备份，存于）
- 血統表 （页面存档备份，存于）